# Topas (Band)
Topas war eine Musikgruppe aus Deutschland, bekannt durch ihr gleichnamiges Album aus dem Jahr 1980.

## Geschichte
Gegründet wurde die Gruppe durch den Komponisten, Texter und Leadsänger Dieter Brandt-Gudat (* 15. März 1947 in Frankfurt/Main; † 19. Oktober 1991 in Frankfurt/Main). Erste Erfolge feierte Dieter Brandt 1971 durch das Duo „Alpha & Omega“ zusammen mit Uwe Röhrdanz mit deutschen Chansons wie Der alte Mann, Abschied von einer Sommerzeit und Mit den Augen eines Kindes. Es folgten Auftritte bei Drei mal Neun, präsentiert von Wim Thoelke, und im Turmpalast in Frankfurt, unter anderem mit der ersten Single Du hast dich so verändert. Nach Jahren mit umfangreichen Tourneen durch Österreich, Schweiz und die Beneluxstaaten trennte sich das Duo.
Dieter Brandt schrieb weiter Texte und komponierte Musik und gründete 1979 die Gruppe „Topas“ zusammen mit F. Landvogt, S. Miensok und Rolf Oppermann † 2022.
Von August 1979 bis Juli 1980 entstanden neun Songs, die als „AOR melodic rock“ bezeichnet werden können. Viele Gastmusiker nahmen an der Produktion teil – unter anderem Michael Cretu, der mit Enigma und seiner späteren Frau Sandra Ann Lauer zu großem Erfolg kommen würde.
Sie entschieden sich, einen Titel mit dem Namen Amerika nicht mit auf das Album zu nehmen, da sie der Meinung waren, dass eine höhere Stimmlage für den Gesang benötigt würde. Schließlich übergaben sie das Lied an das deutsche Gesangsduo Hoffmann & Hoffmann.
1980 wurde das erste und einzige Album veröffentlicht, doch der große Erfolg blieb aus und nach kurzer Zeit trennten sich die Mitglieder der Gruppe.
Während die meisten zurück zu ihren erlernten Berufen gingen, versuchte der Gründer Dieter Brandt alleine sein Glück in der Musikszene – allerdings ohne Erfolg.
Dieser Umstand verbunden mit schweren Depressionen führten dazu, dass sich Dieter Brandt 1991 das Leben nahm.
Zwei Lieder des Albums, Hurricane und Train to an Island, sind heute noch bekannt und erscheinen von Zeit zu Zeit auf CD-Zusammenstellungen von Rock-Raritäten/Hits, auch wenn sie zur Zeit ihrer Veröffentlichung keinen Platz auf einer Chart-Liste erreichten.

## Diskografie

### Alben
- 1980: Topas (Polydor)

### Singles
- 1980: From Coast to Coast – Burning River (Polydor)
- 1980: Hurricane (Polydor)
- 1980: Train to an Island (Polydor)
- 1980: Insel im Wind (Island of Winds) (Polydor)
- 1980: Peru (Polydor)